# Asian Test Championship 1998/99
Die Asian Test Championship 1998/99 war ein Test-Cricket-Turnier, das zwischen dem 16. Februar und 16. März 1999 in Bangladesch, Indien, Pakistan und Sri Lanka ausgetragen wurde. Beteiligt waren die zu diesem Zeitpunkt drei asiatischen Test-Nationen, Indien, Pakistan und Sri Lanka. Im Finale konnte sich Pakistan mit einem Innings und 175 Runs gegen Sri lanka durchsetzen.

## Vorgeschichte
Im Dezember 1998 wurde entschieden das erste Test-Cricket-Turnier seit dem nur mäßig erfolgreichen Triangular Tournament 1912 zwischen den asiatischen Test-Nationen auszutragen. Es wurde als ein Vorläufer gesehen für eine Test-Cricket-Weltmeisterschaft, die jedoch erst ab 2019 in Form der ICC World Test Championship 2019–2021 zustande kam. Das Turnier war lange umstritten, da es für Indien als nicht lukrativ angesehen wurde. Es war vorgesehen dieses alle zwei Jahre ausgetragen, jedoch kam es nur zu einer Wiederholung bei der Asian Test Championship 2001/02, bei der jedoch Indien fehlte.

## Format
Die drei Mannschaften spielten in einer Vorrundengruppe jeweils gegeneinander. Die beiden Gruppenersten qualifizieren sich für das Finale. In der Gruppe werden für einen Sieg 12, für ein Unentschieden 6 Punkte und für ein Remis oder eine Niederlage keine Punkte vergeben. Des Weiteren gibt es Bonuspunkte für Bowling und Batting-Leistungen innerhalb der ersten 100 Over im jeweiligen ersten Innings.

## Stadien
Die folgenden Stadien wurden für die Tour als Austragungsort vorgesehen.
| Stadion                            | Stadt    | Kapazität | Spiele  |
| ---------------------------------- | -------- | --------- | ------- |
| Sinhalese Sports Club Ground (SSC) | Colombo  | 10.000    | 2. Test |
| Bangabandhu National Stadium       | Dhaka    | 36.000    | Finale  |
| Eden Gardens                       | Kalkutta | 82.000    | 1. Test |
| Gaddafi Stadium                    | Lahore   | 60.000    | 3. Test |

## Kaderlisten
Die Mannschaften benannten die folgenden Kader.
| Test | Test | Test |
| Indien | Pakistan | Sri Lanka |
| --- | --- | --- |
| - Mohammad Azharuddin (K) - Rahul Dravid - Sourav Ganguly - Sunil Joshi - Hrishikesh Kanitkar - Anil Kumble - V. V. S. Laxman - Nayan Mongia (wk) - Ashish Nehra - Venkatesh Prasad - Sadagoppan Ramesh - Laxmi Shukla - Harbhajan Singh - Javagal Srinath - Sachin Tendulkar | - Wasim Akram (K) - Arshad Khan - Azhar Mahmood - Fazl-e-Akbar - Ijaz Ahmed - Imran Nazir - Inzamam-ul-Haq - Mohammad Wasim - Moin Khan (wk) - Mushtaq Ahmed - Nadeem Khan - Saeed Anwar - Saleem Malik - Saqlain Mushtaq - Shahid Afridi - Shahid Nazir - Shoaib Akhtar - Naved Ashraf - Wajahatullah Wasti - Waqar Younis - Yousuf Youhana | - Arjuna Ranatunga (K) - Hashan Tillakaratne (VK) - Russel Arnold - Marvan Atapattu - Niroshan Bandaratilleke - Upul Chandana - Aravinda de Silva - Sajeewa de Silva - Avishka Gunawardene - Chandika Hathurusingha - Ruwan Kalpage - Romesh Kaluwitharana (wk) - Mahela Jayawardene (wk) - Ruchira Perera - Suresh Perera - Eric Upashantha - Chaminda Vaas - Pramodya Wickramasinghe |

## Vorrunde

### Tabelle
Am Ende der Vorrunde gestaltete sich die Tabelle wie folgt:
| Team      | Sp. | S | N | R | Bat | Bwl | Ded | Punkte |
| --------- | --- | - | - | - | --- | --- | --- | ------ |
| Pakistan  | 2   | 1 | 0 | 1 | 5   | 8   | 0   | 25     |
| Sri Lanka | 2   | 0 | 0 | 2 | 6   | 5   | 0   | 11     |
| Indien    | 2   | 0 | 1 | 1 | 5   | 5   | 0   | 10     |

Sieg: 12 Punkte; Remis: 0 Punkte

### Erster Test in Kalkutta
| 16. – 20. Februar Scorecard | Kalkutta | Pakistan 185 (76.2) & 316 (99) | – | Indien 223 (76.2) & 232 (91) |
|                             |          | Pakistan gewinnt mit 46 Runs   |   |                              |

Das Spiel wurde direkt nach einer Test-Serie Pakistans in Indien ausgetragen. Pakistan gewann den Münzwurf und entschied sich als Schlagmannschaft zu beginnen. Im ersten Innings hatte es Pakistan zunächst schwer. In den ersten 9 Overn verloren sie 6 Wickets und erreichten einen Stand von 26/6. Erst Saleem Malik und Moin Khan konnten sich etablieren. Malik erreichte bis zum 56. Over 32 Runs und wurde durch Kapitän Wasim Akram abgelöst. Khan und Akram schieden in kurzer Folge im 73. und 74. Over mit 70 bzw. 38 Runs aus und Pakistan erreichte bis zum Ende des Innings im 77. Over 185 Runs. Bester Bowler für Indien war Javagal Srinath mit 5 Wickets für 46 Runs. Indien verlor in den verbliebenen Overn des ersten Tages noch das Wicket von V. V. S. Laxman und erreichte einen Stand von 26/1. Am zweiten Tag war es vor allem Eröffnungs-Batsman Sadagoppan Ramesh, der 79 Runs erzielte, der Indien im Spiel hielt. Jedoch verlor Indien regelmäßige Wickets und so war Rahul Dravid mit 24 Runs derjenige Partner mit den meisten Runs. Nach dem Ausscheiden von Ramesh übernahm Kapitän Mohammad Azharuddin, der 23 Runs erzielen konnte. Als dieser im 70. Over ausschied, konnten die verbliebenen Batsman nicht mehr viele Runs beisteuern. Bester Bowler für Pakistan war Shoaib Akhtar mit 4 Wickets für 71 Runs. Pakistan verlor bis zum Ende des zweiten Tages noch das Wicket von Wajahatullah Wasti und beendete den Tag mit 26/1. Das verbliebene Pakistanische Innings am dritten Tag wurde dominiert von Saeed Anwar, der 188* Runs erzielte. Neben ihn konnte nur Mohammad Yousuf mit 56 Runs einen bedeutenden Beitrag leisten. Pakistan erzielte insgesamt 316 Runs im zweiten Innings und hatte so einen Vorsprung von 278 Runs vor dem entscheidenden Innings Indiens. Bester Bowler der indischen Mannschaft war abermals Javagal Srinath der 8 Wickets für 86 Runs erzielte. Indien beendete den dritten Tag bei einem Stand von 4/0. Am vierten Tag konnten Sadagoppan Ramesh und V. V. S. Laxman mit einem Partnership von 108 Runs einen guten Start für Indien erzielen. Ramesh schied im 32. Over nach 40 Runs aus und Laxman im 40. Over mit 67 Runs. Ihm folgte Sachin Tendulkar, der im ersten Innings keine Runs erzielen konnte und nun kurz davor war seinen 5000. Test-Run zu erzielen. Dies sollte er beim Stand von 143/2 erzielen. Er erlief 2 Runs und wollte einen dritten erlaufen, jedoch wurde sein Wickets mit einem direkten Treffer von Substitute Nadeem Khan zerstört. Tendulkar hätte wohl den Run sicher erlaufen können, schaute jedoch nur auf den Ball und kollidierte mit Shoaib Akhtar der sich nahe dem Wicket befand. Der dritte Umpire entschied, dass Tendulkar bei der Kollision die Linie nicht überschritten habe und damit ausgeschieden sei. Das Over wurde noch beendet, jedoch kam es dann zu Zuschauerausschreitungen, da die indischen Fans das Ausscheiden Tendulkars als ungerecht empfanden. Objekte wurden aufs Spielfeld geworfen und die Umpires riefen die Spieler zu einer vorzeitigen Pause in die Kabinen. Erst als Tendulkar sich an die Zuschauer wandte und diese beruhigte, konnte nach über einer Stunde das Spiel fortgesetzt werden. Indien verlor anschließend trotz der guten Ausgangslage mehrere Wickets und der Tag endete beim Stand von 214/6. Am letzten Tag konnte Sourav Ganguly noch 24 Runs erzielen, jedoch war das Innings im 80. Over mit 219 Runs und damit 46 Runs zu wenig für den Sieg beendet. Bester Bowler für Pakistan war Shoaib Akhtarmit 4 Wickets für 47 Runs. Als Spieler des Spiels wurden Javagal Srinath und Saeed Anwar ausgezeichnet.

### Zweiter Test in Colombo
| 24. – 28. Februar Scorecard | Colombo (SSC) | Indien 518 (142.5) & 306-5 (104) | – | Sri Lanka 485 (159.1) |
|                             |               | Remis                            |   |                       |

Sri Lanka gewann den Münzwurf und entschied sich als Feldmannschaft zu beginnen. Indien konnte mit Eröffnungs-Batsman Sadagoppan Ramesh der 143 Runs erzielte und Rahul Dravid mit 107 Runs einen guten Start in sein erstes Innings erzielen. Auch konnten in der Folge Sachin Tendulkar mit 53 Runs, Mohammad Azharuddin mit 87 Runs und Sourav Ganguly mit 56 Runs jeweils ein Fifty erzielen. Der Tag endete beim Stand von 351/3 und am zweiten Tag deklarierten sie ihr Innings beim Stand von 518/7. Bester Bowler für Sri Lanka war Russel Arnold mit 2 Wickets für 94 Runs. Sri Lanka verlor früh seine Eröffnungs-Batsman, jedoch konnte Mahela Jayawardene anschließend das Innings dominieren. Der zweite Tag endete beim Stand von 121/2 und am dritten Tag konnte Arjuna Ranatunga 66 Runs an der Seite von Jayawardene erzielen. Der dritte Tag endete frühzeitig aufgrund schlechter Lichtverhältnisse und am vierten Tag endete das Innings Sri Lanka im 160. Over nach 485 Runs und mit dem Ausscheiden von Jayawardene nach 242 Runs. Bester indischer Bowler war Anil Kumble mit 4 Wickets für 134 Runs. Indien begann sein zweites Innings mit 30 Runs von Sadagoppan Ramesh, jedoch verschlechterte sich kurz nach seinem Ausscheiden das Wetter und das Spiel wurde zunächst unterbruchen und dann für den Tag beendet. Am letzten Tag konnte Sourav Ganguly 78 Runs und Sachin Tendulkar mit 124 Runs ein Century erzielen. Nach 104 Overn endete das Innings beim Stand von 306/5 mit einem Remis.
Als Spieler des Spiels wurde Mahela Jayawardene ausgezeichnet.

### Dritter Test in Lahore
| 4. – 8. März Scorecard | Lahore | Pakistan 398 (102.1) & 314-8d (96.5) | – | Sri Lanka 328 (84.2) & 165-2 (51.1) |
|                        |        | Remis                                |   |                                     |

Pakistan gewann den Münzwurf und entschied sich als Schlagmannschaft zu beginnen. Es war Eröffnungs-Batsman Wajahatullah Wasti der Pakistan ins Spiel brachte. Zunächst erreichte an seiner Seite Imran Nazir ein Fifty von 64 Runs und Pakistan hatte am Ende des ersten Tages einen Stand von 192/3 erreicht. Am zweiten Tag konnte sich neben ihm Mohammad Yousuf etablieren und 83 Runs erzielen. Wasti verlor sein Wicket im 83. Over und erzielte ein Century über 133 Runs in 238 Bällen. Moin Khan konnte mit einem Fifty über 57 Runs noch weitere Runs zum Ergebnis Pakistans von 398 Runs nach 103 Overn hinzusteuern. Bester Bowler für Sri Lanka war Pramodya Wickramasinghe mit 6 Wickets für 103 Runs. Sri Lanka konnte ebenfalls mit seinen Eröffnungs-Batsman einen guten Start erzielen. Avishka Gunawardene erzielte 43 Runs und sein Partner Russel Arnold beendete den Tag beim Stand von 189/4. Am zweiten Tag schied er im 76. Over nach 123 Runs in 208 Bällen. Sein Partner Romesh Kaluwitharana erzielte 100 Runs in 144 Bällen. Damit hatten sie genug Runs und somit Bonuspunkte erzielt, um sich für das Finale zu qualifizieren. Die verbliebenen batsman konnten nicht mehr viele Runs hinzufügen. Beste Bowler der pakistanischen Mannschaft waren Wasim Akram mit 4 Wickets für 30 Runs und Saqlain Mushtaq mit 4 Wickets für 82 Runs. Pakistan konnte in seinem zweiten Innings abermals mit den Eröffnungs-Batsman gut ins Innings starten. Der dritte Tag endete ohne Verlust eines Wickets beim Stand von 149/0. Im 43. Over schied Shahid Afridi mit 84 Runs aus und sein Partner Wajahatullah Wasti blieb bis zum Ende des Innings im Spiel. Er konnte 121 Runs in 303 Bällen erzielen, nachdem Saeed Anwar an seiner Seite 45 Runs erzielte. Pakistan deklarierte das Innings bei einem Stand von 314/8 im 97. Over. Für Sri Lanka erzielten drei Spieler jeweils 2 Wickets. Sri Lanka begann sein zweites Innings ohne Wicketverlust für den vierten Tag, der beim Stand von 60/0 endete. Am fünften Tag erzielten Russel Arnold mit 56* Runs und Mahela Jayawardene mit 50 Runs jeweils ein Fifty. Das Innings wurde im 52. Over beim Stand von 165/2 mit einem Remis beendet. Für Indien wurden die beiden Wickets durch zwei verschiedene Spieler erzielt. Als Spieler des Spiels wurde Wajahatullah Wasti ausgezeichnet.

## Finale

### Vierter Test in Dhaka
| 12. – 16. März Scorecard | Dhaka (BNS) | Sri Lanka 231 (78) & 188 (65.3)                 | – | Pakistan 594 (184.5) |
|                          |             | Pakistan gewinnt mit einem Innings und 175 Runs |   |                      |

Sri Lanka gewann den Münzwurf und entschied sich als Schlagmannschaft zu beginnen. Dabei hatte Sri Lanka zunächst Schwierigkeiten und verlor früh 3 Wickets. Erst Marvan Atapattu mit 36 Runs und Aravinda de Silva mit 76 Runs konnten eine Partnerschaft aufbauen und das Innings stabilisieren. Nachdem de Silva im 64 Over ausgeschieden war, konnten die verbliebenen batsman nur noch wenige Runs beitragen und endete mit 231 Runs nach 78 Overn. Bester Bowler für Pakistan war Arshad Khan mit 5 Wickets für 38 Runs. Pakistan verlor zu Beginn seines Innings bis zum Tagesende kein Wicket und endete mit 33/0. Am zweiten Tag konnte Saeed Anwar 57 Runs erzielen, bevor Ijaz Ahmed und Inzamam-ul-Haq. Sie beendeten den zweiten Tag beim Stand von 299/2 und konnten auch am dritten Tag dominieren. Inzamam-ul-Haq musste verletzungsbedingt bei 156* Runs aus dem Spiel gehen, was es anderen Spielern ermöglichte einzuspringen, die jedoch keinen großen Beitrag leisten konnten. Ahmed schied mit 211 Runs in 372 Bällen nach 153 Overn aus. Später kehrte Inzamam-ul-Haq zurück und erzielte 200 Runs in 397 Bällen ohne sein Wicket zu verlieren. Pakistans Innings endete mit 594 Runs nach 185 Overn. Bester Bowler für Sri Lanka war Upul Chandana mit 6 Wickets für 179 Runs. Sri Lanka verlor in den verbliebenen Overn des dritten Tages 3 Wickets in 2.1 Overn und endete beim Stand von 9/3. Auch am vierten Tag hatte Sri Lanka Schwierigkeiten. Eröffnungs-Batsman Russel Arnold schied mit 30 Runs aus und Hashan Tillakaratne konnte mit 55 Runs das einzige Fifty des Innings erzielen. Nach 66 Overn waren alle Wickets verloren und Sri Lanka hatte mit 188 Runs nicht genug erzielt, um Pakistan in ihr zweites Innings zu zwingen. Beste Bowler für Pakistan waren Wasim Akram mit 3 Wickets für 33 Runs und Saqlain Mushtaq mit 3 Wickets für 46 Runs. Als Spieler des Spiels wurde Ijaz Ahmed ausgezeichnet.

## Statistiken
Die folgenden Cricketstatistiken wurden bei dieser Tour erzielt.
| Tests                   | Tests      | Tests   | Tests   | Tests   | Tests   | Tests   | Tests   | Tests   |
| Batting                 | Batting    | Batting | Batting | Batting | Batting | Batting | Batting | Batting |
| Spieler                 | Mannschaft | Spiele  | Innings | Runs    | Average | HS      | 100s    | 50s     |
| ----------------------- | ---------- | ------- | ------- | ------- | ------- | ------- | ------- | ------- |
| Mahela Jaywardene       | Sri Lanka  | 3       | 5       | 297     | 59,40   | 242     | 1       | 1       |
| Sadagoppan Ramesh       | Indien     | 2       | 4       | 292     | 73,00   | 143     | 1       | 1       |
| Wajahatullah Wasti      | Pakistan   | 3       | 5       | 291     | 72,75   | 133     | 2       | 0       |
| Saeed Anwar             | Pakistan   | 3       | 5       | 290     | 72,50   | 188*    | 1       | 1       |
| Russel Arnold           | Sri Lanka  | 3       | 5       | 253     | 63,25   | 123     | 1       | 1       |
| Bowling                 |            |         |         |         |         |         |         |         |
| Spieler                 | Mannschaft | Spiele  | Overs   | Wickets | Average | BBI     | 5W      | 10W     |
| Wasim Akram             | Pakistan   | 3       | 91.2    | 15      | 18,40   | 4/30    | 0       | 0       |
| Javagal Srinath         | Indien     | 1       | 46.0    | 13      | 10,15   | 8/86    | 2       | 1       |
| Saqlain Mushtaq         | Pakistan   | 3       | 142.0   | 12      | 29,75   | 4/82    | 0       | 0       |
| Shoaib Akhtar           | Pakistan   | 2       | 63.1    | 10      | 18,00   | 4/47    | 0       | 0       |
| Arshad Khan             | Pakistan   | 1       | 32.0    | 6       | 13,16   | 5/38    | 1       | 0       |
| Upul Chandana           | Sri Lanka  | 1       | 47.5    | 6       | 29,83   | 6/179   | 1       | 0       |
| Pramodya Wickramasinghe | Sri Lanka  | 2       | 58.1    | 6       | 30,50   | 6/103   | 1       | 0       |

## Auszeichnungen

### Player of the Series
Als Player of the Series wurden der folgende Spieler ausgezeichnet.
| Serie | Player of the Series |
| ----- | -------------------- |
| Test  | Wasim Akram          |

### Player of the Match
Als Player of the Match wurden die folgenden Spieler ausgezeichnet.
| Spiel   | Player of the Match           |
| ------- | ----------------------------- |
| 1. Test | Javagal Srinath & Saeed Anwar |
| 2. Test | Mahela Jayawardene            |
| 3. Test | Wajahatullah Wasti            |
| 4. Test | Ijaz Ahmed                    |